# Gregory Wiseman
Gregory Reid Wiseman (Baltimore, 11 de novembro de 1975) é um astronauta e aviador naval norte-americano.

## Biografia

### Vida pessoal e educação
Reid Wiseman, natural de Baltimore, Maryland, é graduado na escola de ensino médio Dulaney, no subúrbio de Timonium em 1993, ele obteve o título de bacharel em Ciências da Computação e Engenharia de Sistemas no Instituto Politécnico Rensselaer em 1997. Em seguida, ele obteve o seu mestrado em engenharia de sistemas na Universidade Johns Hopkins em 2006. Wiseman é casado e tem duas filhas desde 2009.

### Carreira na marinha
Reid foi contratado pelo Corpo de Treinamento de Oficiais da Reserva (ROTC) após a graduação no Instituto Politécnico Rensselaer em 1997 e movido para Pensacola para treinamento de voo. Ele foi designado um aviador naval em 1999 e foi movido para o VF-101, na Estação Naval Air Oceana, para a transição ao F-14 Tomcat. Após a sua formação inicial, Reid foi designado para o esquadrão de lutador 31, também em Oceana, e fez duas implementações para o Oriente Médio colaborar com operações Southern Watch, Liberdade Duradoura e Liberdade do Iraque.
Durante sua segunda implantação, em 2003, ele foi selecionado para participar da Escola de Pilotos de Teste Navais dos Estados Unidos, Classe 125. Após a formatura, em junho de 2004, Reid foi designado como piloto de teste e Oficial de Projetos no VX-23, na base aeronaval da estação de Patuxent River, estado de Maryland. Na VX-23, Reid ganhou seu grau de mestrado e participou de vários programas de teste de voo envolvendo o F-35, F-18 e o T-45 Goshawk.
Depois de sua excursão em Patuxent River, Reid respondeu à Carrier Air Wing Seventeen como Diretor de Operações da greve, onde completou uma implantação pela América do Sul. De lá, ele foi designado para o VFA-103, na Estação Naval Air Oceana, voando na FA-18 Super Hornet. Ele foi implantado no Oriente Médio, quando foi selecionado para treinamento de astronautas. Enquanto em serviço na Marinha os EUA, ele foi agraciado cinco vezes com Medalha do Ar, Marinha e Fuzileiros Navais com o Combat V (quatro prêmios), Arquivos de medalha da Marinha e Fuzileiros Navais, e vários outros prêmios na sua vida profissional.

### Carreira na NASA
Em 29 de junho de 2009, a National Aeronautic Association e a NASA anunciaram a seleção de Wiseman como um dos nove de 3.500 candidatos para iniciar treinamento de astronauta. Na época, ele estava servindo como capitão-tenente na Marinha norte-americana, voando como piloto no VFA-103 no porta-aviões USS Dwight D. Eisenhower, com sede em Oceana, Virginia.
Foi ao espaço na nave russa Soyuz TMA-13M em 28 de maio de 2014, para uma estadia de longa duração na ISS, integrando as Expedições 40 e 41 como engenheiro de voo na estação. Retornou depois de 166 dias em órbita, junto com os astronautas Maxim Surayev e Alexander Gerst.
No dia 3 de abril de 2023, foi anunciado como comandante da Artemis 2, a primeira missão a voar até a Lua desde o programa Apollo.